# سكوت بلانتون
سكوت بلانتون (بالإنجليزية: Scott Blanton)‏ هو لاعب كرة قدم أمريكية أمريكي، ولد في 1 يوليو 1973 في نورمان في الولايات المتحدة.

## وصلات خارجية
- سكوت بلانتون على موقع مرجع كرة القدم المحترفة.كوم (الإنجليزية)